# Дэвис, Эдмунд
Эдмунд Джексон Дэвис (англ. Edmund Jackson Davis; 2 октября 1827, Сент-Огастин — 7 февраля 1883, Остин) — американский политик, 14-й губернатор штата Техас, член Республиканской партии.

## Биография

### Ранние годы
Эдмунд Дэвис родился в Сент-Огастине, штат Флорида, в семье адвоката Уильяма Годвина Дэвиса и Мэри Энн Ченнер. В 1848 году, после подписания договора Гвадалупе-Идальго, Дэвис переехал со своими родителями в Галвестон, штат Техас. В следующем году он переехал в Корпус-Кристи, где был принят в коллегию адвокатов. В 1849—1853 годах Дэвис был окружным прокурором, а позже — судьёй 12-го округа Техаса.

### Гражданская война
В начале 1861 года Эдмунд Дэвис поддержал губернатора Сэма Хьюстона в его позиции против отделения южных штатов. Он также призвал Роберта Ли не нарушать данную им клятву на верность Соединённым Штатам. Дэвис баллотировался в делегаты «отделительного» съезда, но потерпел поражение. После этого он отказался принять присягу на верность Конфедеративным Штатам Америки и был отстранён от должности судьи. Он бежал из Техаса и укрылся в оккупированном Союзом Новом Орлеане в Луизиане. Затем он отправился в Вашингтон, где президент Авраам Линкольн присвоил ему звание полковника и предоставил право сформировать 1-й кавалерийский полк штата Техас (Союз).
Дэвис набрал полк из техасцев, перебежавших в Луизиану. Полк принимал активное участие в боевых действиях конца гражданской войны. 10 ноября 1864 года президент Линкольн присвоил Дэвису звание бригадного генерала. Дэвис присутствовал при подписании 2 июня 1865 года генералом Эдмундом Смитом капитуляции. 24 августа 1865 года Дэвис расформировал свой полк.

### Политическая карьера
В 1866 году, после окончания гражданской войны, Дэвис стал делегатом Конституционного Конвента Техаса. Он поддерживал права освобождённых рабов и призывал к разделению Техаса на несколько штатов.
В 1869 году он был избран губернатором Техаса, победив на выборах Эндрю Хэмилтона. Во время реконструкции оппоненты Дэвиса обвиняли его в нарушении первой поправки к Конституции. 22 июля 1870 года полиция Техаса начала борьбу с преступностью в штате, в том числе против расовых преступлений, что вызвало протесты бывших рабовладельцев и сторонников сегрегации. Дэвис также создал подразделения «гвардии штата» и «резервного ополчения», которые стали предшественниками Национальной гвардии Техаса.
Губернаторство Дэвиса было отмечено поддержкой гражданских прав афроамериканцев. Дэвис был очень непопулярным среди бывших конфедератов, но его считали героем армии Союза, и он снискал уважение у испаноязычных граждан на приграничной территории Рио-Гранде.
В 1873 году Дэвис потерпел поражение на выборах от демократа Ричарда Кока (42 633 против 85 549 голосов соответственно). Во время выборов были отмечены нарушения, Дэвис оспорил результаты и отказался покинуть свой кабинет на первом этаже Капитолия. Новоизбранный губернатор Кок и депутаты законодательного собрания от Демократической партии были вынуждены взбираться по приставным лестницам на второй этаж, чтобы попасть на съезд легислатуры. В январе 1874 года президент Грант отказался выслать войска на помощь победившему губернатору, Дэвис заперся в своём кабинете, и ситуация была урегулирована благодаря посредничеству Джона Рейгана.
В 1880 году Дэвис ещё раз баллотировался на пост губернатора, но потерпел сокрушительное поражение. В том же году он был выдвинут в вице-президенты США. В 1882 году он проиграл выборы в Палату представителей США. Дэвиса также выдвигали на должность таможенного инспектора Галвестона, но он отказался из-за оппозиции к президенту США Хейсу.
Эдмунд Дэвис умер в 1883 году и был с почестями похоронен в Остине.